# Tony Kanal
Tony Ashwin Kanal (n. 27 august 1970) este un muzician și producător muzical american de origine engleză. Kanal este basistul formației rock No Doubt și a produs albumul de debut al cântărețului reggae Elan Atias, Together as One.
Kanal este vegan.

## Discografie
Albume (cu No Doubt)
- 2012: Push And Shove (Interscope Records)
- 2004: Everything in Time (b-sides, rarities, remixes) (Interscope)
- 2003: The Singles 1992-2003 (Interscope)
- 2001: Rock Steady (Interscope)
- 2000: Return of Saturn (Interscope)
- 1995: Tragic Kingdom (Interscope)
- 1995: The Beacon Street Collection (Interscope)
- 1992: No Doubt (Interscope)